# Championnat d'Islande de football de deuxième division 1990
Navigation
Saison précédente Saison suivante
La saison 1990 de 2. Deild était la 36e édition de la deuxième division islandaise. Les 10 clubs jouent les uns contre les autres lors de rencontres disputées en matchs aller et retour.
Les 2 premiers du classement en fin de saison sont promus en 1. Deild, tandis que les 2 derniers sont relégués en 3. Deild.
Ce sont le Víðir Garður et le Breiðablik Kopavogur qui retrouvent l'élite, après respectivement 3 et 4 saisons passées en 2e division.
En bas de classement, les 2 clubs rétrogradés sont le Leiftur Ólafsfjörður et le KS Siglufjörður. Ils joueront la saison prochaine en 3e division.

## Compétition

### Classement
Le barème de points servant à établir le classement se décompose ainsi :
- Victoire : 3 points
- Match nul : 1 point
- Défaite : 0 point

| Rang | Équipe                  | Pts | J  | G  | N | P  | Bp | Bc | Diff |
| ---- | ----------------------- | --- | -- | -- | - | -- | -- | -- | ---- |
| 1    | Víðir Garður            | 41  | 18 | 12 | 5 | 1  | 40 | 20 | +20  |
| 2    | Breiðablik Kopavogur    | 32  | 18 | 9  | 5 | 4  | 25 | 15 | +10  |
| 3    | Fylkir Reykjavik R      | 30  | 18 | 9  | 3 | 6  | 34 | 21 | +13  |
| 4    | IR Reykjavik            | 26  | 18 | 8  | 2 | 8  | 23 | 24 | -1   |
| 5    | ÍBK Keflavík R          | 25  | 18 | 7  | 4 | 7  | 19 | 21 | -2   |
| 6    | UMF Selfoss             | 24  | 18 | 7  | 3 | 8  | 34 | 33 | +1   |
| 7    | Tindastóll Sauðárkrókur | 20  | 18 | 5  | 5 | 8  | 20 | 28 | -8   |
| 8    | UMF Grindavík P         | 20  | 18 | 6  | 2 | 10 | 20 | 31 | -11  |
| 9    | Leiftur Ólafsfjörður    | 19  | 18 | 5  | 4 | 9  | 19 | 28 | -9   |
| 10   | KS Siglufjörður P       | 16  | 18 | 5  | 1 | 12 | 21 | 34 | -13  |

|  | Promu en 1. Deild      |
|  | Relégation en 3. Deild |

## Bilan de la saison
| Promotion et relégation |                                      |
| Relégué en 3. Deild     | Leiftur Ólafsfjörður KS Siglufjörður |
| Promu en 1. Deild       | Víðir Garður Breiðablik Kopavogur    |

## Meilleurs buteurs
| # | Buteurs                 | Clubs                   | Nb de Buts |
| - | ----------------------- | ----------------------- | ---------- |
| 1 | Gretar Einarsson        | Víðir Garður            | 14         |
| 2 | Kristinn Tomasson       | Fylkir Reykjavik        | 12         |
| 2 | Salih Porca             | UMF Selfoss             | 12         |
| 4 | þorlakur Arnason        | Leiftur Ólafsfjörður    | 9          |
| 4 | Gretar Steindorsson     | Breiðablik Kopavogur    | 9          |
| 4 | Guðbranður Guðbranðsson | Tindastóll Sauðárkrókur | 9          |
| 4 | Izudin Dervic           | UMF Selfoss             | 9          |